# 安哥拉—乌克兰关系
安哥拉—乌克兰关系（葡萄牙語：Relações entre Angola e Ucrânia）描述非洲国家安哥拉与欧洲国家乌克兰之间的双边关系。随着苏联解体与乌克兰独立，安哥拉共和国在1993年9月30日宣布承认乌克兰，两国于翌年9月30日正式建立外交关系。

## 历史
1991年独立后，乌克兰将其参与国际维和行动视为外交政策的重要组成部分。安哥拉内战期间，乌克兰在1995年派遣军队参与了第三期联合国安哥拉核查团（简称UNAVM III），据1997年4月的联合国统计数据，乌克兰共向UNAVM III派遣了9名军事人员，其中包括5名军事观察员、3名参谋军官和1名士兵，这些人员于1996年12月撤出安哥拉，在此期间完成了监督停火协议、推动和解进程以及供应战区的人道主义援助等工作。
2004年5月13日，乌克兰在安哥拉首都罗安达开设了大使馆。其时，安哥拉内战刚刚结束两年，安哥拉政府正致力于维护社会稳定和促进经济重建，乌克兰驻安哥拉大使馆为在安哥拉的乌克兰人提供帮助，并在农业产业园区、采矿业、教育、军事和医疗卫生等领域与安哥拉开展合作，促进两国之间的商业联系。

在联合国大会第ES-11/1号决议表决中，安哥拉投下了弃权票（图中以黄色表示投弃权票的国家）。

2022年俄罗斯入侵乌克兰后，安哥拉在双方冲突中呼吁双方停火，并希望和平解决冲突，未有明确支持其中一方。联合国提出谴责俄罗斯对乌克兰的入侵之决议时，安哥拉投下了弃权票。

## 外交使团
安哥拉未在乌克兰境内设有大使馆，对乌克兰的外交事务由安哥拉驻波兰大使馆兼辖。
乌克兰在安哥拉首都罗安达设有大使馆，2004年8月开馆时的首位大使是弗拉基米尔·伊万诺维奇·拉科莫夫，此后先后有五人出任驻安哥拉大使。现任大使则是安德烈·彼得罗维奇·切尔诺皮斯基（Андрій Петрович Чорнописький），于2020年上任。